# 松本賢一 (ミュージシャン)
松本 賢一（まつもと けんいち）は、日本のベーシスト・ラジオパーソナリティ。ニックネームはまっちゃん。群馬県高崎市出身。趣味はバイク（大型免許所有）。過去愛車はハーレー。好きな食べ物はドラゴンフルーツ。

## 略歴
2002年、テレビ東京系列『ハマラジャ』の「メジャー・デビューを目指す最強バンド結成」企画にて、ベーシストとしてヘッドハンティングされる。4月23日、『ロードオブメジャー』結成、始動。ベーシスト&リーダー。8月28日、シングル『大切なもの』が新星堂限定でリリース。ミリオンセラー。『オリコン初登場50位に入ればメジャー・デビュー、入らなければ即解散』という条件を達成。2003年、シングル『雑走』、『僕らだけの歌』、アルバム『ROAD OF MAJOR』 をリリース。インディーズ・バンド初のオリコン初登場1位を記録。
2004年、シングル『心絵』でメジャー・デビュー。NHK教育テレビアニメ『メジャー』 の主題歌。
2005年、シングル『偶然という名の必然』 、『親愛なるあなたへ...』、『蒼天に向かって』、アルバム『ROAD OF MAJOR II』をリリース。
2006年、シングル『さらば碧き面影』（NHK教育テレビアニメ『メジャー第2シリーズ』主題歌）、『ENERGY』（阪神タイガース戦MBSプロ野球中継テーマソング）をリリース。
2007年2月、ラストシングル『PLAY THE GAME』（NHK教育テレビアニメ「メジャー第3シリーズ」主題歌）、3月、ベスト・アルバム『GOLDEN ROAD 〜BEST〜』をリリース。 HEY!HEY!HEY!、ポップジャム、ミュージックステーション、COUNT DOWN TV、音楽戦士、他の音楽番組にも出演。7月、ロードオブメジャー解散。同年、アパレルブランド『PINEONE』をスタート。
2008年、シンガーソングライターVo.Manahを中心にクレイジーポップロックバンド『TAROCK』を結成（エメダーナ所属。後にプラチナムプロダクション所属）。ベーシスト&リーダーで活動。
2009年、INAC神戸レオネッサ開会式で演奏。
2013年1月、『音楽は人と人を繋ぐもの』をテーマに、第1回目となる自主企画『マツケンナイト』を開催。同年全国ライブツアー敢行。
2014年、大阪スクールオブミュージック専門学校特別講師に就任。入学式等で講演。
2014年10月、まえばしCITYエフエムにて『DREAM PUNCH RADIO』のメインパーソナリティに就任。番組連動ライブも開催。
2015年、出身校である、岩鼻小学校の卒業イベントに招聘され、演奏。HiBiKi Radio Stationにて『で、何します?』のメインパーソナリティに就任。
2016年、HiBiKi Radio Stationにて『Tokyo Running Style』のメインパーソナリティに就任。大平峻也とのユニット『Shoe3s(仮)』を結成。ベーシストとして活動。
2017年、Zepp Nambaでのライブを最後に、『TAROCK』脱退。
2018年、100回目となる自主企画『マツケンナイト』を有形文化財である前橋文化れんが蔵にて開催。
2018年9月、叡明高等学校『叡明祭』に招聘され、演奏。
2018年11月、『DREAM PUNCH RADIO』で近藤信政と共演。
2019年、渋谷クロスFM『渋谷全力ドリーム』のメインパーソナリティに就任。
2020年、渋谷クロスFM【ZeZeHiHi Radio in 渋谷】のメインパーソナリティに就任。
2021年、渋谷クロスFM【ZeZeHiHi Radio in 渋谷】にて近藤信政と共演。

## 人物
大学時代は『NO SMOKING』『PRINCE ALBERT』等のバンドで活動。
2002年4月、テレビ東京系列『ハマラジャ』内の企画により、『ロードオブメジャー』結成。ベーシスト&リーダーを担当。同年8月『大切なもの』でインディーズ・デビュー。19週連続オリコントップ10入りを記録。2003年には日本レコード協会よりミリオンセラーの認定を受け、インディーズながらミリオンアーティストの仲間入りを果たす。
2003年9月、1stアルバム『ROAD OF MAJOR』をリリースすると、インディーズ史上初、オリコン初登場1位を獲得。2004年11月にはアニメ『メジャー』の主題歌『心絵』でavexよりメジャー・デビュー。その後もヒット曲を連発し、2007年の解散までライブ活動を精力的に行った。
2007年7月、ロードオブメジャー解散後、クレイジーポップロックバンド『TAROCK』のベーシスト&リーダーとして東京を拠点に全国ツアー等で活動。
2016年、ミュージカル『刀剣乱舞』今剣役でも活躍中の俳優大平峻也とのユニットShoe3s(仮)(シューズカッコカリ)にてベーシストとして活動。1st、2ndツアーと大盛況に終わる。
近年は、ライブ、サポートベース、ラジオ等を中心に活動。
自主企画である 『松本賢一との夜』（通称：マツケンナイト）は、若手の育成を目的としており、東京月に1回、名古屋、大阪、倉敷、広島、鳥取、群馬など全国で開催。2018年には、有形文化財である前橋文化れんが蔵にて、100回目のマツケンナイトを開催。地元である群馬を盛り上げることを目的としたラジオとライブ『DREAM PUNCH RADIO & LIVE』開催。現在は、渋谷クロスFMにて毎月第2木曜日正午より『渋谷全力ドリーム』のメインパーソナリティを務める。

## ラジオ
- DREAM PUNCH RADIO（2014年10月 - 2018年12月）
- で、何します?（2015年8月26日 - 2016年3月16日）[1]
- Tokyo Running Style（2016年4月6日 - 2017年4月19日）[2]
- 渋谷全力ドリーム（2019年10月- ）
- 【ZeZeHiHi Radio in 渋谷】（2020年12月 - 2021年11月）[3]